# Niklas Gunnarsson
Niklas Gunnarsson (Tønsberg, 1991. április 27. –) norvég válogatott labdarúgó, a svéd Norrköping hátvédje.

## Pályafutása

### Klubcsapatokban
Gunnarsson a norvégiai Tønsbergben született. Az ifjúsági pályafutását a Pors csapatában kezdte, a Walsall és az Odd akadémiájánál folytatta. 
2012-ben mutatkozott be az Odd első osztályban szereplő felnőtt csapatában. Először 2012. március 25-én, a Sogndal ellen 4–0-ra megnyert mérkőzésen lépett pályára. 2014 januárjában a Vålerenga csapatához igazolt, ahol gyorsan a klub fontos játékosa lett, 2014-ben a 30-ból 29 mérkőzésen szerepelt. A 2015-ös szezonban a svéd Elfsborg, majd a 2016-os szezonban a skót Hibernian csapatát erősítette kölcsönben.
2016. augusztus 9-én a 2½ éves szerződést kötött a svéd Djurgårdenssel. 2019-ben az olasz Palermohoz szerződött, de pályára nem lépett a klubnál. Az év második felében a Sarpsborg 08-nál szerepelt.
2020. február 3-án a Strømsgodset együtteséhez igazolt. Először a 2020. június 17-ei, Start elleni mérkőzésen lépett pályára. 2023. március 28-án a svéd Norrköpinghez írt alá.

### A válogatottban
2016-ban tagja volt a norvég válogatottnak, ahol mindössze egy mérkőzésen lépett pályára. Gunnarsson a 2016. május 29-én, Portugália ellen 3–0-ra megnyert barátságoson a 86. percben Martin Linnest váltva debütált.

## Statisztikák
2023. április 2. szerint
| Klub                   | Szezon   | Osztály               | Bajnokság | Bajnokság | Kupa  | Kupa | Nemzetközi | Nemzetközi | Összesen | Összesen |
| Klub                   | Szezon   | Osztály               | Meccs     | Gól       | Meccs | Gól  | Meccs      | Gól        | Meccs    | Gól      |
| ---------------------- | -------- | --------------------- | --------- | --------- | ----- | ---- | ---------- | ---------- | -------- | -------- |
| Odd                    | 2012     | Tippeligaen           | 22        | 1         | 4     | 0    | —          | —          | 26       | 1        |
| Odd                    | 2013     | Tippeligaen           | 26        | 2         | 4     | 0    | —          | —          | 30       | 2        |
| Odd                    | Összesen | Összesen              | 48        | 3         | 8     | 0    | 0          | 0          | 56       | 3        |
| Vålerenga              | 2014     | Tippeligaen           | 29        | 2         | 2     | 0    | —          | —          | 31       | 2        |
| Vålerenga              | 2015     | Tippeligaen           | 12        | 2         | 1     | 0    | —          | —          | 13       | 2        |
| Vålerenga              | Összesen | Összesen              | 41        | 4         | 3     | 0    | 0          | 0          | 44       | 4        |
| Elfsborg (kölcsönben)  | 2015     | Allsvenskan           | 11        | 1         | 0     | 0    | —          | —          | 11       | 1        |
| Hibernian (kölcsönben) | 2015–16  | Scottish Championship | 15        | 2         | 5     | 0    | —          | —          | 20       | 2        |
| Djurgårdens            | 2016     | Allsvenskan           | 13        | 2         | 0     | 0    | —          | —          | 13       | 2        |
| Djurgårdens            | 2017     | Allsvenskan           | 22        | 0         | 0     | 0    | —          | —          | 22       | 0        |
| Djurgårdens            | 2018     | Allsvenskan           | 20        | 0         | 7     | 1    | —          | —          | 27       | 1        |
| Djurgårdens            | 2019     | Allsvenskan           | 0         | 0         | 0     | 0    | 1          | 0          | 1        | 0        |
| Djurgårdens            | Összesen | Összesen              | 55        | 2         | 7     | 1    | 1          | 0          | 63       | 3        |
| Sarpsborg 08           | 2019     | Eliteserien           | 10        | 0         | 0     | 0    | —          | —          | 10       | 0        |
| Strømsgodset           | 2020     | Eliteserien           | 26        | 0         | 0     | 0    | —          | —          | 26       | 0        |
| Strømsgodset           | 2021     | Eliteserien           | 19        | 0         | 1     | 1    | —          | —          | 20       | 1        |
| Strømsgodset           | 2022     | Eliteserien           | 22        | 1         | 4     | 1    | —          | —          | 26       | 2        |
| Strømsgodset           | Összesen | Összesen              | 67        | 1         | 5     | 2    | 0          | 0          | 72       | 3        |
| Norrköping             | 2023     | Allsvenskan           | 1         | 0         | 0     | 0    | —          | —          | 1        | 0        |
| Összesen               | Összesen | Összesen              | 238       | 13        | 28    | 3    | 1          | 0          | 267      | 16       |